# 阿德里安·G·巴奈特
阿德里安·傑拉德·巴奈特 FASSA（1973年1月—）是昆士蘭科技大學公共衛生與社會工作學院衛生系教授，並於2018至2020年間擔任澳洲統計學會會長。

## 早年生活和教育
巴奈特於1973年1月出生在英國北安普頓。他於1994年獲頒倫敦大學學院統計學一級榮譽學士學位。從倫敦大學學院畢業後，他曾在史克必成公司和英國醫學研究委員會擔任統計師，之後前往澳洲攻讀數學博士學位。他於2002年獲昆士蘭大學頒發博士學位。

## 職業生涯
巴奈特致力於開放式研究，並關注如何讓醫學科學更具可重複性和減少浪費，他與同事一起將前瞻性研究方案放在F1000Research上，讓全球社群對其進行評論他與來自紐西蘭、中國、美國和澳洲的科學家合作。
他曾發表關於環境健康的文章，特別是關於高溫對工作相關傷害、死亡率、其他溫度相關健康問題的影響，以及分析這些資料的統計方法。他的大部分工作都是為了改善醫院。空氣污染及其對健康的影響是他和他的同事貢獻良多的另一個領域。
他在公共衛生方面的工作意味著他進入公共領域，以便將科學知識帶入公共辯論中。因此，在2014年拉特羅比山谷的黑索伍德礦山火災發生時，巴奈特公開批評火災的處理方式，認為長時間燃燒的火災及其有毒煙霧至少造成11人死亡。他在隨後的調查中擔任專家證人。
巴奈特曾批評澳洲的空氣品質標準對空氣污染濃度提出了表面上安全的臨界值，但他和其他人的研究顯示，空氣污染物並沒有安全水準，因此「標準」增加了所有澳洲人的健康風險。他透過The Conversation進一步討論空氣污染的毒性問題。
2021年11月，巴奈特獲選為澳洲社會科學院院士。

## 部分著作
- Barnett, A. & Dobson, A.J. . Dordrecht: Springer. 2010.
- Dobson, A.J. & Barnett, A.  4. Chapman and Hall. 2018.